# Adam Majchrowicz
Adam Majchrowicz (* 5. Oktober 1991 in Bydgoszcz) ist ein ehemaliger polnischer Tennisspieler.

## Karriere
Adam Majchrowicz spielt hauptsächlich auf der ATP Challenger Tour und der ITF Future Tour. Er feierte 14 Doppelsiege auf der Future Tour, 9 davon im Jahr 2015. Auf der Challenger Tour gewann er das Doppelturnier in Mouilleron-le-Captif im Jahr 2015. Ende des Jahres konnte er im Doppel mit Platz 184 auch seinen Karrierebestwert in der Tennisweltrangliste erreichen.
Bis 2019 nahm Majchrowicz nur noch vereinzelt an Profiturnieren teil.

## Erfolge
| Legende (Anzahl der Siege)  |
| Grand Slam                  |
| ATP World Tour Finals       |
| ATP World Tour Masters 1000 |
| ATP World Tour 500          |
| ATP World Tour 250          |
| ATP Challenger Tour (1)     |

### Doppel

#### Turniersiege
| Nr. | Datum             | Turnier              | Belag         | Partner       | Finalgegner                        | Ergebnis         |
| --- | ----------------- | -------------------- | ------------- | ------------- | ---------------------------------- | ---------------- |
| 1.  | 15. November 2015 | Mouilleron-le-Captif | Hartplatz (i) | Sander Arends | Aljaksandr Bury Andreas Siljeström | 6:3, 5:7, [10:8] |